# Victoriano López-Dóriga
Victoriano López-Dóriga Sañudo (1855-1938) fue un marino, capitán de corbeta, y deportista español.
Sirvió en la Armada Española desde 1871 y participó en la guerra de Cuba. Ocupó de forma interina el mando de la Comandancia de Marina de Santander y en 1902 se retiró para dedicarse a los negocios. Fue presidente de la Compañía Vasco-Cantábrica de Navegación, de la Asociación de Armadores Santanderinos y de la general de Navieros Españoles.
Fue nombrado Gentilhombre de cámara con ejercicio por el rey Alfonso XIII en 1912 y le fue concedido el título Sir por la Reina de Inglaterra.
Fue un pionero de la vela deportiva y de las regatas de balandros. Desarrolló un prototipo, el ‘monotipo’ que llegaría a tener el mismo rey Alfonso XIII. 
Fue presidente de la Federación Española de Clubs Náuticos entre 1906 y 1938, y uno de los fundadores de la Liga Marítima Española y del Real Club Marítimo de Santander, en 1927.
Colaboró en revistas especializadas en la mar con el seudónimo de ‘Old Sailor’. Publicó diversos estudios técnicos en la ‘Revista General de Marina’, ‘Vida Marítima’ y otras. También fue autor de la publicación ‘Algunas consideraciones sobre el dique en construcción’ (Santander, 1902).